# Brits-Kameroen
Brits-Kameroen (Engels: British Cameroons) was een Brits mandaatgebied in het westen van Afrika. Het werd in 1961 verdeeld tussen Nigeria en Kameroen.
Het gebied dat het huidige Kameroen omvat, werd opgeëist door Duitsland als een protectoraat tijdens de Scramble for Africa eind 19e eeuw. Tijdens de Eerste Wereldoorlog werd het bezet door Britse, Franse en Belgische troepen. In 1922 plaatste de Volkenbond het onder mandaat van Frankrijk en Groot-Brittannië. Het Franse mandaat werd bekend als Cameroun en het Britse grondgebied werd verdeeld in twee gebieden, Northern Cameroons en Southern Cameroons. In 1954 werd Brits-Kameroen een autonoom onderdeel van de Britse autonome Federatie van Nigeria.
Frans-Kameroen werd onafhankelijk in januari 1960. Het was voorzien dat ook de Federatie van Nigeria later dat jaar onafhankelijk zou worden, waardoor de vraag rees wat te doen met het Britse territorium. Er kwam een referendum en de moslim-meerderheid uit het noorden koos voor een unie met Nigeria, terwijl het zuiden voor Kameroen koos. Een mogelijke derde optie, onafhankelijkheid van Brits-Kameroen, werd door Groot-Brittannië afgewezen. De Northern Cameroons werden een regio van Nigeria op 31 mei 1961 en de Southern Cameroons werden op 1 oktober van dat jaar deel van Kameroen.